# قصه عشق ۲۰۵۰
قصه عشق ۲۰۵۰ (به هندی: Love Story 2050) فیلمی است محصول سال ۲۰۰۸ و به کارگردانی هری باوجا است. در این فیلم بازیگرانی همچون هارمان باوجا، پریانکا چوپرا، بومان ایرانی، آرچانا پوران سینگ، دالیپ تاهیل ایفای نقش کرده‌اند.